# 和順郡
和順郡（：／ Hwasun gun */?），是大韓民國全羅南道中部的一個郡，位於光州廣域市東南。面積787平方公里，2009年人口70,005人。下分1邑、12面。

## 歷史
和順的支石墓是世界文化遺產高敞、和順、江華支石墓遺址的一部份。1914年形成現在的郡以前分別有和順、綾州、同福三個地區不斷組合。

## 交通
鐵路慶全線經過此郡。